# Michael Bachmann (Mediziner)
Michael Bachmann (* 26. November 1956 in Ludwigshafen am Rhein) ist ein deutscher Pharmazeut mit dem Arbeits- und Forschungsschwerpunkt Entstehung, Therapie und Diagnostik von Tumor- und Autoimmunerkrankungen. Er ist seit 2002 Professor an der TU Dresden.

## Leben
Nach seinem 1975 in Ludwigshafen am Rhein abgelegten Abitur studierte Bachmann zwischen 1976 und 1981 Pharmazie an der Johannes Gutenberg-Universität Mainz. Er erhielt 1981 seine Approbation, war fortan an der Mainzer Universität beschäftigt und promovierte ebenda 1983 mit einer Dissertation zum Thema „Posttranskriptionale Modifikation der heterogenen nuklearen RNA während des Reifens zur Messenger RMA“, 1989 folgte die Habilitation zum Thema „Struktur, Funktion und intrazellulärer Transport von kleinen, mit Autoantigenen assoziierten Ribonukleoproteinkomplexen“ im Fachgebiet der Physiologischen Chemie.
1991 erhielt Michael Bachmann eine C3-Stiftungsprofessur vom Stifterverband für die Deutsche Wissenschaft, wurde in der Folge am 18. Dezember 1997 zum außerplanmäßigen Professor ernannt und wechselte 2000 als Associate Member an die Oklahoma Medical Research Foundation.
Zum 1. März 2002 folgte er dem Ruf auf eine C3-Professur für Immunologie an die Medizinische Fakultät Carl Gustav Carus der Technischen Universität Dresden. Dort erfolgte am 1. Februar 2009 seine Ernennung zum W2-Professor für Immunologie am Institut für Immunologie.
In 2012 erhielt er einen Ruf auf eine W3-Professor für Translationale Radiopharmakologie an der Medizinische Fakultät Carl Gustav Carus der Technischen Universität Dresden und parallel wurde er Direktor des Instituts für Radiopharmazeutische Krebsforschung am Helmholtz-Zentrum Dresden-Rossendorf.

## Ehrungen und Auszeichnungen
- 1989: Boehringer-Ingelheim-Preis
- 1990: Preis der Deutschen Gesellschaft für Zellbiologie
- 1990: Bruno-Schuler-Preis der Deutschen Gesellschaft für Zellbiologie
- 1991: Robert-Feulgen-Preis der Internationalen Gesellschaft für Histochemie
- 1998: Greenberg Scholarship an der Oklahoma Medical Research Foundation